# لوسيان بوير
لوسيان بوير (بالفرنسية: Lucien Boyer)‏ هو شاعر فرنسي، ولد في 20 يناير 1876 في Léognan ‏ في فرنسا، وتوفي في 16 يونيو 1942 في باريس في فرنسا.

## وصلات خارجية
- لوسيان بوير على موقع IMDb (الإنجليزية)
- لوسيان بوير على موقع ميوزك برينز (الإنجليزية)
- لوسيان بوير على موقع ديسكوغز (الإنجليزية)